# Alexander Becker (Entomologe)

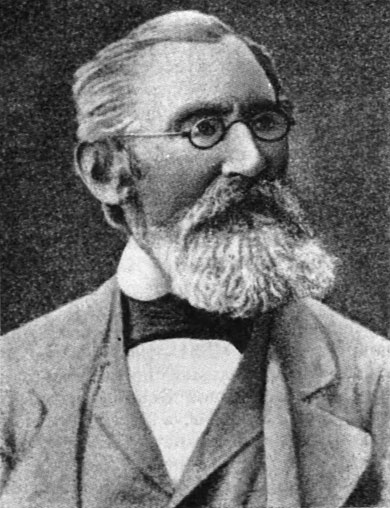
Alexander Becker

Alexander Becker (russisch Александр Каспарович Беккер Alexander Kasparowitsch Becker; * 18. Augustjul. / 30. August 1818greg. in Sarepta; † 3. Apriljul. / 16. April 1901greg. ebenda) war ein russlanddeutscher Organist, Entomologe und Botaniker, der im Gebiet des Kaukasus und der unteren Wolga tätig war. Sein offizielles botanisches Autorenkürzel lautet „A.K.Becker“.

## Leben und Wirken
Alexander Beckers Vater stammte aus Hessen-Darmstadt und seine Mutter war gebürtige Pfälzerin. Nach Aufenthalten in Sankt Petersburg und Moskau begann er 1837 als Musiklehrer an der Knabenschule in Sarepta zu arbeiten, gab aber den Schuldienst wegen geschwächter Gesundheit nach vier Jahren auf und fungierte dort seitdem als Organist.
Becker beschäftigte sich schon in jungen Jahren mit Naturgeschichte, speziell der Entomologie und der Botanik. Seine Beobachtungen rund um Sarepta veröffentlichte er ab 1853 regelmäßig im Bulletin der Moskauer Gesellschaft der Naturforscher. Später berichtete er auch von Reisen in den Kaukasus, in die Kasachensteppe, zum Salzsee Baskuntschak und nach Derbent, Mangischlak, Astrachan, Türkmenbaşy und Dagestan und der dort angetroffenen Flora und Fauna. Mit Lieferung von Herbarien und entomologischen Sammlungen an russische und ausländische Museen verdiente er sich seinen Lebensunterhalt; sein Material findet sich noch heute in vielen staatlichen und privaten Sammlungen in der ganzen Welt.
Er war Mitglied der Moskauer Gesellschaft der Naturforscher, der Entomologischen Gesellschaft von Stettin und korrespondierendes Mitglied der Russischen Entomologischen Gesellschaft.
Franz Stephani benannte Riccia beckeriana (= Riccia frostii Austin), eine Art der Sternlebermoose (Riccia) nach ihm.

## Werke
- Im Bulletin de la Société Impériale des Naturalistes de Moscou:
  - Verzeichniss der in den Jahren 1849–1852 bei Sarepta beobachteten Vögel. Tome XXVI, No. 1, 1853, S. 239–241 (BHL)
  - Kurzer Bericht über einige Naturgegenstände, die im Jahre 1853 meine Thätigkeit besonders in Anspruch nahmen. Tome XXVII, No. 2, 1854, S. 453–463 (BHL)
  - Einige naturhistorische Mittheilungen von dem Jahre 1854. Tome XXVIII, No. 2, 1855, S. 460–474 (BHL)
  - Verzeichniss der meisten in Sarepta’s Umgegend vorkommenden Schmetterlinge. Tome XXVIII, No. 2, 1855, S. 475–481 (BHL)
  - Naturhistorischer Bericht aus der Umgegend von Sarepta vom Jahre 1855 und einige Bemerkungen über das Tödten und Fangen der Insekten. Tome XXX, No. 1, 1857, S. 250–272 (BHL)
  - Verzeichniss der um Sarepta wildwachsenden Pflanzen. Tome XXXI, No. 1, 1858, S. 1–85 (BHL)
  - Naturhistorische Mittheilungen von den Jahren 1856 und 1857; über die dem Entomologen wichtigsten Gewächse der Sareptaër Umgegend und noch einige Bemerkungen über das Fangen und Tödten der Insekten. Tome XXXI, No. 3, 1858, S. 159–187 (BHL)
  - Verzeichniss der um Sarepta vorkommenden Käfer. Tome XXXIV, No. 1, 1861, S. 305–330 (BHL)
  - Botanische und entomologische Mittheilungen. Tome XXXV, No. 4, 1862, S. 332–355 (BHL)
  - Naturhistorische Mittheilungen. Tome XXXVII, No. 2, 1864, S. 477–493 (BHL)
  - Mittheilungen einer botanischen und entomologischen Reise. Tome XXXVIII, No. 2, 1865, S. 562–582 (BHL)
  - Reise in die Kirgisensteppe, nach Astrachan und an das caspische Meer. Tome XXXIX, No. 3, 1866, S. 163–207 (BHL)
  - Noch einige Mittheilungen über Astrachaner und Sareptaër Pflanzen und Insekten. Tome XL, No. 1, 1867, S. 104–115 (BHL)
  - Reise nach dem Kaukasus. Tome XLI, No. 1, 1868, S. 191–233 (BHL)
  - Reise nach Derbent. Tome XLII, No. 1, 1869, S. 171–199 (BHL)
  - Reise nach Mangyschlak. Tome XLIII, No. 1, 1870, S. 115–127 (BHL)
  - Reise nach den Salzseen Baskuntschatskoje und Elton, nach Schilling, Anton, Astrachan nebst Mittheilungen über das Vorkommen mehrerer Käfer und Fliegen in jenen Gegenden. Tome XLV, No. 3, 1872, S. 102–124 (BHL)
  - Reise nach Krasnowodsk und Daghestan. Tome LIII, No. 1, 1878, S. 109–126 (BHL)
  - Beiträge zu meinen Verzeichnissen der um Sarepta und am Bogdo vorkommenden Pflanzen und Insekten, und Beschreibung einer Mylabris-Larve. Tome LV, No. 1, 1880, S. 145–156 (BHL)
  - Reise nach dem südlichen Daghestan. Tome LVI, No. 1, 1881, S. 189–208 (BHL)
  - Die Steinbildungen, die Staphyliniden und neue Pflanzenentdeckungen bei Sarepta. Tome LVII, No. 1, 1882, S. 48–53 (BHL)
  - Reise nach Chanskaja Stafka und zum großen Bogdoberg. Tome LX, No. 1, 1884, S. 167–177 (BHL)
  - Reise nach Achal-Teke. Tome LXI, No. 1, 1885, S. 189–199 (BHL)
  - Ueber Taraxum- und Glycyrrhiza-Arten und Alhagi gamelorum. Nouvelle série. Tome I, No. 1, 1887, S. 222–226 (BHL)
  - Die Spinnen und fortgesetzte Mittheilungen über bei Sarepta vorkommende Insekten. Nouvelle série. Tome II, No. 1, 1888, S. 373–379 (BHL)
  - Die Einwirkungen der Witterung auf Pflanzen und Thiere. Nouvelle série. Tome III, No. 4, 1889, S. 623–628 (BHL)
  - Neue Pflanzen- und Insektenentdeckungen in der Umgegend von Sarepta und Zusammenstellung der Raupen und Käfer, die nur von einer Pflanzenart, und zwei, drei Pflanzenarten leben, die aber zu einer Familie gehören. Nouvelle série. Tome VI, No. 1, 1892, S. 62–70 (BHL)
  - Einige Widerlegungen naturgeschichtlicher Angaben; Beschreibungen und Berichtigungen einiger Insekten, neue Käferentdeckungen bei Sarepta und botanische Mittheilungen. Nouvelle série. Tome VIII, No. 2, 1894, S. 277–283 (BHL)
- zahlreiche kurze Entomologische Mittheilungen in der Insekten-Börse